# San Rafael de Guatuso
San Rafael de Guatuso – miasto w Kostaryce, w prowincji Alajuela.